# Équipe du Mexique de football à la Coupe des confédérations 1997
L'équipe du Mexique de football participe à sa 2e Coupe des confédérations lors de l'édition 1997 qui se tient en Arabie saoudite du 12 décembre au 21 décembre 1997. Elle se rend à la compétition en tant vainqueur de la Gold Cup 1996.

## Résultats

### Phase de groupe
|   | Équipe          | Pts | J | G | N | P | BP | BC | Diff |
| - | --------------- | --- | - | - | - | - | -- | -- | ---- |
| 1 | Brésil          | 7   | 3 | 2 | 1 | 0 | 6  | 2  | +4   |
| 2 | Australie       | 4   | 3 | 1 | 1 | 1 | 3  | 2  | +1   |
| 3 | Mexique         | 3   | 3 | 1 | 0 | 2 | 8  | 6  | +2   |
| 4 | Arabie saoudite | 3   | 3 | 1 | 0 | 2 | 1  | 8  | -7   |

| 12 décembre 1997 | Australie       | 3 | 1 | Mexique |
| 14 décembre 1997 | Arabie saoudite | 0 | 5 | Mexique |
| 16 décembre 1997 | Mexique         | 2 | 3 | Brésil  |

| 12 décembre 1997                  | Australie                          | 3 - 1 | Mexique               | Stade International Roi Fahd, Riyad               |                                                   |
| 19:00 · Historique des rencontres | Viduka 45e · Aloisi 59e · Mori 90e |       | L.Hernandez 80e (pen) | Spectateurs : 15 000 Arbitrage : Pirom Un-Prasert | Spectateurs : 15 000 Arbitrage : Pirom Un-Prasert |
| 19:00 · Historique des rencontres | (rapport)                          |       |                       | Spectateurs : 15 000 Arbitrage : Pirom Un-Prasert | Spectateurs : 15 000 Arbitrage : Pirom Un-Prasert |

| 14 décembre 1997                  | Mexique                                        | 5 - 0 | Arabie saoudite | Stade International Roi Fahd, Riyad        |                                            |
| 17:50 · Historique des rencontres | Palencia 20e, 62e · Blanco 68e, 76e · Luna 75e |       |                 | Spectateurs : 15 000 Arbitrage : M. McLeod | Spectateurs : 15 000 Arbitrage : M. McLeod |
| 17:50 · Historique des rencontres | (rapport)                                      |       |                 | Spectateurs : 15 000 Arbitrage : M. McLeod | Spectateurs : 15 000 Arbitrage : M. McLeod |

| 16 décembre 1997                  | Brésil                                               | 3 - 2 | Mexique                  | Stade International Roi Fahd, Riyad        |                                            |
| 20:00 · Historique des rencontres | Romário 41e (pen) · Denilson 61e · Junior Baiano 66e |       | Blanco 51e · Ramirez 90e | Spectateurs : 20 000 Arbitrage : M. McLeod | Spectateurs : 20 000 Arbitrage : M. McLeod |
| 20:00 · Historique des rencontres | (rapport)                                            |       |                          | Spectateurs : 20 000 Arbitrage : M. McLeod | Spectateurs : 20 000 Arbitrage : M. McLeod |

## Effectif
Sélectionneur :  Manuel Lapuente
| No. | Pos.      | Joueur              | Date de naissance et âge | Sélec. | Club          |
| --- | --------- | ------------------- | ------------------------ | ------ | ------------- |
| 1   | Gardien   | Oswaldo Sánchez     | 21 septembre 1973        |        | América       |
| 2   | Défenseur | Claudio Suárez (c)  | 17 décembre 1968         |        | Guadalajara   |
| 3   | Défenseur | Gabriel de Anda     | 5 juin 1971              |        | Santos Laguna |
| 4   | Milieu    | Germán Villa        | 2 avril 1973             |        | América       |
| 5   | Défenseur | Duilio Davino       | 21 mars 1976             |        | América       |
| 6   | Milieu    | Raúl Lara           | 28 février 1973          |        | América       |
| 7   | Milieu    | Ramón Ramírez       | 5 décembre 1969          |        | Guadalajara   |
| 8   | Milieu    | Braulio Luna        | 8 septembre 1974         |        | Pumas UNAM    |
| 9   | Attaquant | Paulo César Chávez  | 7 janvier 1976           |        | Guadalajara   |
| 10  | Attaquant | Luis García         | 1er juin 1969            |        | CF Atlante    |
| 11  | Attaquant | Cuauhtémoc Blanco   | 17 janvier 1973          |        | Club Necaxa   |
| 12  | Gardien   | Óscar Pérez         | 1er février 1973         |        | Cruz Azul     |
| 13  | Défenseur | Pável Pardo         | 26 juin 1976             |        | Atlas         |
| 14  | Défenseur | Isaac Terrazas      | 17 avril 1975            |        | América       |
| 15  | Attaquant | Luis Hernández      | 22 décembre 1968         |        | Boca Juniors  |
| 16  | Milieu    | Markus López (es)   | 17 juin 1972             |        | Guadalajara   |
| 17  | Attaquant | Francisco Palencia  | 28 avril 1973            |        | Cruz Azul     |
| 18  | Défenseur | Salvador Carmona    | 22 août 1975             |        | Toluca        |
| 19  | Attaquant | Noe Zárate (es)     | 11 mai 1973              |        | Guadalajara   |
| 20  | Milieu    | José Manuel Abundis | 11 juin 1973             |        | Toluca        |

## Navigation